# Rybaxis bifalxa
Rybaxis bifalxa är en skalbaggsart som beskrevs av Park 1956. Rybaxis bifalxa ingår i släktet Rybaxis och familjen kortvingar. Inga underarter finns listade i Catalogue of Life.